# Philipp Johann Heinrich Fauth
Philipp Johann Heinrich Fauth (n. 19 martie 1867, Bad Dürkheim, Renania-Palatinat, Germania – d. 4 ianuarie 1941, Grünwald, Bavaria, Germania) a fost un selenograf german. Născut în Bad Dürkheim, a lucrat ca profesor. Interesul său față de astronomie a fost declanșat atunci când tatăl său i-a arătat cometa lui Coggia. Ca astronom amator, el a studiat formele de relief de pe Lună cu mare intensitate și meticulozitate. El a alcătuit un atlas cuprinzător al Lunii între 1884 și 1940 (care nu a fost publicat  complet până în 1964 și este apreciat astăzi ca o carte rară). Cartea Unser Mond a fost publicată la Bremen în 1936.
Lucrând de la un observator din Landstuhl, Fauth a reprezentat Luna în douăzeci și patru de sectoare. Din păcate, Fauth a realizat această operă imensă în același timp în care aveau loc progrese importante în domeniul fotografiei, care au permis o reprezentare mult mai fiabilă a suprafeței lunare.
În 1913, împreună cu co-autorul Hans Hoerbiger - a publicat teoria gheții cosmice (Glacial Kosmogonie), abandonată astăzi, care a fost investigată ulterior de către Hans Schindler Bellamy.
În 1939, Heinrich Himmler i-a dat titlul de profesor, deși Fauth nu a predat niciodată la o universitate și nu a obținut un doctorat.
El a murit la Grünwald, Bavaria.
Craterul Fauth de pe Lună este numit în onoarea sa.